# Đào Hữu Vinh
Đào Hữu Vinh (sinh năm 1938) là một giáo viên, phó giáo sư, tiến sĩ,  ngành hóa học và tác giả viết sách người Việt Nam.

## Sự nghiệp
Ông từng là chủ nhiệm khối chuyên Hóa, trường Đại học khoa học tự nhiên, Đại học quốc gia Hà Nội.

## Tác phẩm
1. Bồi dưỡng học sinh giỏi hóa học lớp 10, tác giả: Đào Hữu Vinh - Phạm Đức Bình, Nhà xuất bản: Tổng hợp TP.HCM, Năm xuất bản: 2012
2. Bồi dưỡng học sinh giỏi hóa học lớp 11, tác giả: Đào Hữu Vinh - Phạm Đức Bình, Nhà xuất bản: Tổng hợp TP.HCM
3. Bồi dưỡng học sinh giỏi hóa học lớp 12, tác giả: Đào Hữu Vinh - Phạm Đức Bình, Nhà xuất bản: Tổng hợp TP.HCM
4. Tài liệu chuyên hóa học 10, tập 1, tác giả: Đào Hữu Vinh (chủ biên) - Nguyễn Duy Ái, Nhà xuất bản: Giáo dục Việt Nam
5. Tài liệu chuyên hóa học 10, tập 2, tác giả: Đào Hữu Vinh (chủ biên) - Nguyễn Duy Ái, Nhà xuất bản: Giáo dục Việt Nam
6. Phương pháp trả lời đề thi trắc nghiệm môn hóa học, tác giả: Đào Hữu Vinh - Nguyễn Thu Hằng, Nhà xuất bản: Hà Nội
7. Cơ sở lý thuyết nâng cao và bài tập chọn lọc Hóa học 10, tác giả: Đào Hữu Vinh, Nhà xuất bản: Hà Nội
8. Cơ sở lý thuyết nâng cao và bài tập chọn lọc Hóa học 11, tác giả: Đào Hữu Vinh, Nhà xuất bản: Hà Nội
9. Bồi dưỡng học sinh giỏi hóa học trung học cơ sở, tập 1, hóa học đại cương và vô cơ, tác giả: Đào Hữu Vinh - Trần Thạch Văn, Nhà xuất bản: Giáo dục Việt Nam
10. Bồi dưỡng học sinh giỏi hóa học trung học cơ sở, tập 2, hóa học hữu cơ, tác giả: Trần Thạch Văn - Đào Hữu Vinh - Lê Thế Duẩn, Nhà xuất bản: Giáo dục Việt Nam
11. Tài liệu Chuyên Hóa Học trung học phổ thông: Bài Tập Đại Cương Và Vô Cơ, Tác giả: Nguyễn Duy Ái - Đào Hữu Vinh, Nhà xuất bản Giáo dục Việt Nam, Số trang: 286
12. 250 bài tập hóa học chọn lọc: Dùng cho học sinh phổ thông cơ sở, tác giả: Đào Hữu Vinh, Nhà xuất bản: Giáo dục, năm 1999

## Phong tặng
- Danh hiệu Nhà giáo ưu tú[1]